# The Housemartins
The Housemartins est un groupe de rock indépendant anglais formé à Hull qui était actif dans les années 1980
et qui a classé trois albums parmi les dix premiers et six singles parmi les vingt premiers au Royaume-Uni. Beaucoup de leurs paroles étaient un mélange de politique socialiste et de christianisme, reflétant les croyances du groupe (la quatrième de couverture de leur premier album, London 0 Hull 4, contenait le message « Take Jesus – Take Marx – Take Hope »). La reprise a cappella du groupe de « Caravan of Love » (à l'origine par Isley-Jasper-Isley) était un single numéro 1 au Royaume-Uni en décembre 1986.
Après s'être séparés en 1988, Paul Heaton et Dave Hemingway ont formé The Beautiful South, tandis que le bassiste Norman Cook est devenu DJ et producteur de big beat, fondant les groupes Beats International, Pizzaman et Freak Power, avant de se rebaptiser Fatboy Slim.

## Carrière
Le groupe a été formé fin 1983 par Paul Heaton (chant) et Stan Cullimore (guitare), initialement en duo de musiciens de rue. Tout au long de son mandat avec le groupe, Heaton s'est présenté comme « P.d. Heaton ». Heaton et Cullimore ont enregistré une démo avec Ingo Dewsnap et Sharon Green de Les Zeiga Fleurs qui les a portés à l'attention de Go! Discs. Ils se sont ensuite agrandis en recrutant Ted Key (basse), ancien guitariste des Gargoyles. Leur premier concert en tant que groupe a eu lieu à l'Université de Hull en octobre 1984. La composition du groupe a considérablement changé au fil des ans. Key est parti à la fin de 1985 et a été remplacé par Norman Cook (plus tard connu sous le nom de Fatboy Slim). Le batteur Chris Lang a été remplacé par Hugh Whitaker, ancien batteur des Gargoyles, qui à son tour a été remplacé par Dave Hemingway,. Le groupe se décrit souvent comme « le quatrième meilleur groupe de Hull », les trois meilleurs étant Red Guitars, Everything but the Girl et the Gargoyles.
En 1986, après avoir enregistré deux sessions de John Peel, le groupe a percé avec son troisième single Happy Hour, qui a atteint la 3e place du UK Singles Chart. Le succès du single a été aidé par une promotion pop animée par claymation d'un type qui était en vogue à l'époque, mettant en vedette un caméo du comédien de télévision Phill Jupitus, qui a tourné avec le groupe sous son nom de scène de « Porky the Poet »". Leur premier album, London 0 Hull 4, est sorti plus tard en 1986 et contenait leurs deux précédents singles ainsi que des versions alternatives du premier single « Flag Day » et le successeur de Happy Hour, Think for a Minute . Fin 1986, le groupe obtient son seul single n°1 au Royaume-Uni, le 16 décembre, avec une reprise a cappella de Isley-Jasper-Isley Caravan of Love. Ce titre a été interprété pour la première fois par le groupe lors de leur deuxième session Peel en avril 1986, avant leur premier succès dans les charts. À la suggestion de Peel, le groupe a ensuite enregistré une autre session (sous le nom de Fish City Five), composée entièrement de performances a cappella, et à au moins une occasion (à la discothèque The Tower à Hull, le même concert au cours duquel ils ont été filmés comme les Housemartins pour le programme de la BBC, Rock Around the Clock), ont joué la première partie de leur propre performance sous ce nom alternatif. Le single Caravan of Love comportait quatre chansons gospel a cappella sur la face B.
Le deuxième album des Housemartins, The People Who Grinned Themselves to Death, sort en septembre 1987 et comprend deux singles sortis auparavant « Five Get Over Excited » et « Me and the Farmer ». Un troisième single de l'album, Build, sort en novembre ; une session Peel du même mois a fourni un enregistrement utilisé pour leur dernier single There Is Always Something There to Remind Me en 1988.
Le groupe s'est séparé en 1988 mais les membres sont restés en contact et ont travaillé sur leurs projets respectifs. Norman Cook a connu un succès important avec Beats International puis sous le nom de Fatboy Slim, tandis que Heaton, Hemingway et le roadie Sean Welch ont formé The Beautiful South.

## Style musical et paroles
Les premières sorties du groupe les ont décrits comme de la jangle pop, ce qui a amené des comparaisons avec des groupes tels que The Smiths et Aztec Camera,. David Quantick, écrivant pour Spin, les a décrits en 1986 comme jouant "de la guitare pop traditionnelle des années 60 recouverte de voix soul". Cook a décrit le groupe comme « religieux, mais pas chrétien », et le répertoire du groupe comprenait des chansons gospel,.
De nombreuses paroles du groupe ont des thèmes socialistes, Cook déclarant que « Paul s'est rendu compte qu'il détestait écrire sur l'amour... et qu'écrire politiquement lui était plus facile », décrivant certaines de leurs chansons comme « furieusement politiques »,.

## Discographie

### Singles
- 1985 : Flag Day
- 1986 : Sheep
- 1986 : Happy Hour
- 1986 : Think for a Minute
- 1986 : Caravan of Love
- 1987 : Five Get Over Excited
- 1987 : Me and the Farmer
- 1987 : Build